# Aneuploidie
Aneuploidie je genomová mutace. Jde o jev, kdy dochází k chybění nebo nadbytku chromozomů ve všech buňkách určitého organismu. Příčinou aneuploidie je nesprávný průběh meiózy (redukčního dělení), jde o následek poruchy dělicího vřeténka nebo centromery, jež zapříčiní neoddělení homologních párů chromozomů, takže vzniklé gamety obsahují přebytečné chromozómy, nebo jim naopak některé chromozómy chybí. Taktéž ji může zapříčinit vliv ionizujícího záření, mutagenů a cytostaticky působících chemických látek.
Situace, kdy schází celý chromozomový pár, se označuje jako nullizómie, pokud schází jeden chromozóm z páru, jde o monozómii. Pokud je nadbytečný jeden chromozóm a v jádru se tedy nacházejí tři homologní chromozomy, jedná se o trizómii, při dalších nadbytečných párech jde o tetrazómii, pentazómii, atd.

## Aneuploidie u rostlin
U rostlin nemá aneuploidie dramatické následky. Monozomické, nebo dokonce nullizomické rostliny, pokud přežijí, mají horší vitalitu a sníženou fertilitu. Přítomnost nadbytečných chromozómů se u některých rostlinných druhů nemusí projevit vůbec.

## Aneuploidie u živočichů

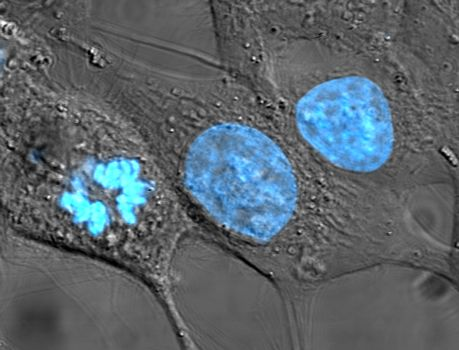
Barvivem obarvené nádorové buňky HeLa jsou výrazně aneuploidní

Pokud u zvířat schází chromozómový materiál přibližně v rozsahu nad 5 % genomu, nebo přebývá nad 10 %, pak je tento stav neslučitelný se životem a zárodky postižené touto mutací zanikají v časných fázích embryogeneze. Pokud nastanou v menším rozsahu, jedinec se narodí živý, ale zpravidla má nějakou tělesnou malformaci, u člověka bývá v různém stupni snížená inteligence a plodnost.

## Příklady aneuploidie u člověka
Autozomální aneuploidie
- Patauův syndrom – trisómie 13. chromozómu.
- Edwardsův syndrom – trisómie 18. chromozómu.
- Downův syndrom – trisómie 21. chromozómu.

Gonozómální aneuploidie
- Turnerův syndrom – stav, kdy má jedinec jen gonozóm X, gonozómální aneuploidie.
- Klinefelterův syndrom – gonozómy jsou doplněny o druhý chromozóm X – XXY.
- Superfemale – aneuploidie samičího gonozómu – XXX, takto postižení jedinci se nazývají „nadsamice“.
- Supermale – aneuploidie samčího chromozómu – XYY, takto postižení jedinci se nazývají „nadsamci“.

Chromozomální mozaiky
- Mozaická forma Turnerova syndromu